# Gran Premi de Bèlgica del 1978
Resultats del Gran Premi de Bèlgica de Fórmula 1 disputat la temporada 1978 al circuit de Zolder el 21 de maig del 1978.

## Resultats
| Pos | No | Pilot                 | Equip                | Voltes | Temps / Retirada | Pos. de sortida | Punts |
| --- | -- | --------------------- | -------------------- | ------ | ---------------- | --------------- | ----- |
| 1   | 5  | Mario Andretti        | Lotus - Ford         | 70     | 1h 39' 52. 02    | 1               | 9     |
| 2   | 6  | Ronnie Peterson       | Lotus - Ford         | 70     | + 9.90 s         | 7               | 6     |
| 3   | 11 | Carlos Reutemann      | Ferrari              | 70     | + 24.34 s        | 2               | 4     |
| 4   | 12 | Gilles Villeneuve     | Ferrari              | 70     | + 47.04 s        | 4               | 3     |
| 5   | 26 | Jacques Laffite       | Ligier - Matra       | 69     | Accident         | 14              | 2     |
| 6   | 3  | Didier Pironi         | Tyrrell - Ford       | 69     | + 1 Volta        | 23              | 1     |
| 7   | 30 | Brett Lunger          | McLaren - Ford       | 69     | + 1 Volta        | 24              |       |
| 8   | 33 | Bruno Giacomelli      | McLaren - Ford       | 69     | + 1 Volta        | 21              |       |
| 9   | 31 | René Arnoux           | Martini - Ford       | 68     | + 2 Voltes       | 19              |       |
| 10  | 27 | Alan Jones            | Williams - Ford      | 68     | + 2 Voltes       | 11              |       |
| 11  | 9  | Jochen Mass           | ATS - Ford           | 68     | + 2 Voltes       | 16              |       |
| 12  | 22 | Jacky Ickx            | Ensign - Ford        | 64     | + 6 Voltes       | 22              |       |
| 13  | 19 | Vittorio Brambilla    | Surtees - Ford       | 63     | Motor            | 12              |       |
| Ret | 16 | Hans Joachim Stuck    | Shadow - Ford        | 56     | Virolla          | 10              |       |
| NC  | 15 | Jean-Pierre Jabouille | Renault              | 56     | + 14 Voltes      | 20              |       |
| Ret | 20 | Jody Scheckter        | Wolf - Ford          | 53     | Virolla          | 5               |       |
| Ret | 4  | Patrick Depailler     | Tyrrell - Ford       | 51     | Caixa canvi      | 13              |       |
| Ret | 17 | Clay Regazzoni        | Shadow - Ford        | 40     | Transmissió      | 18              |       |
| Ret | 35 | Riccardo Patrese      | Arrows - Ford        | 31     | Suspensions      | 8               |       |
| Ret | 36 | Rolf Stommelen        | Arrows - Ford        | 26     | Virolla          | 17              |       |
| Ret | 2  | John Watson           | Brabham - Alfa Romeo | 18     | Accident         | 9               |       |
| Ret | 1  | Niki Lauda            | Brabham - Alfa Romeo | 0      | Accident         | 3               |       |
| Ret | 7  | James Hunt            | McLaren - Ford       | 0      | Accident         | 6               |       |
| Ret | 14 | Emerson Fittipaldi    | Fittipaldi - Ford    | 0      | Accident         | 15              |       |
| NVQ | 18 | Rupert Keegan         | Surtees - Ford       |        |                  |                 |       |
| NVQ | 24 | Derek Daly            | Hesketh - Ford       |        |                  |                 |       |
| NVQ | 32 | Keke Rosberg          | Theodore - Ford      |        |                  |                 |       |
| NVQ | 10 | Alberto Colombo       | ATS - Ford           |        |                  |                 |       |
| NVQ | 25 | Hector Rebaque        | Lotus - Ford         |        |                  |                 |       |
| NVQ | 37 | Arturo Merzario       | Merzario - Ford      |        |                  |                 |       |

## Altres
- Pole: Mario Andretti 1' 20. 90

- Volta ràpida: Ronnie Peterson 1' 23. 13 (a la volta 66)